# Életünk
Az Életünk magyar irodalmi, művészeti és kritikai folyóirat 1962 óta. 2013. január 1-je óta a lap szerkesztősége a Berzsenyi Dániel Könyvtár szervezetében működik, kiadója a könyvtár, fenntartója Szombathely Megyei Jogú Város Önkormányzata. 2025 júliusától a kiadvány főszerkesztője Vincze Bence kultúraszervező, író. Jelenleg negyedévente jelenik meg.  

## A lap története
Az Életünk irodalmi, művészeti és kritikai folyóirat 1963 január 1-e óta jelenik meg, az akkori Vas Megyei Tanács alapításaként. Ma a lap Vas Megye Önkormányzatának irodalmi, művészeti és kritikai folyóirata. Megjelenésének több mint 4 évtizede alatt az országos terjesztésű lap egyik legnagyobb érdeme volt, hogy a határon túli magyar irodalom képviselői is rendszeresen lehetőséget kaptak a megjelenésre.
A folyóirat a Nyugat-Pannon Régió, ezen belül Vas vármegye, Szombathely és a környék városainak, falvainak, az itteni tájaknak, valamint Burgenlandnak, Kemenesaljának, Rábamentének és az Őrségnek fontos, szép és érdekes dolgaival foglalkozik.
A folyóirat életében időközben változások történtek, Egy éven át tartó bizonytalanság után, 2012. január 1-én Vas megye fenntartásából átvette az állam. A megyei intézményrendszer átalakításával azonban a sorsuk ismét kérdésessé vált. Végül sorsa megoldódott, Szombathely városának önkormányzata vette át.
Főszerkesztői: Palkó István (nyelvész) (1963–1968/3), Kulcsár János (1969/1–1977/1), Pete György (1977/2–1999/10), Fábián László (író) (1999/11-12–2004/10), Alexa Károly (2004/11-12–2025/07), Vincze Bence (2025/07– 

## A lap szerkesztősége
Az Életünk szerkesztősége Szombathelyen, a Berzsenyi Dániel Könyvtárban található.